# Khu dự trữ sinh quyển Dana

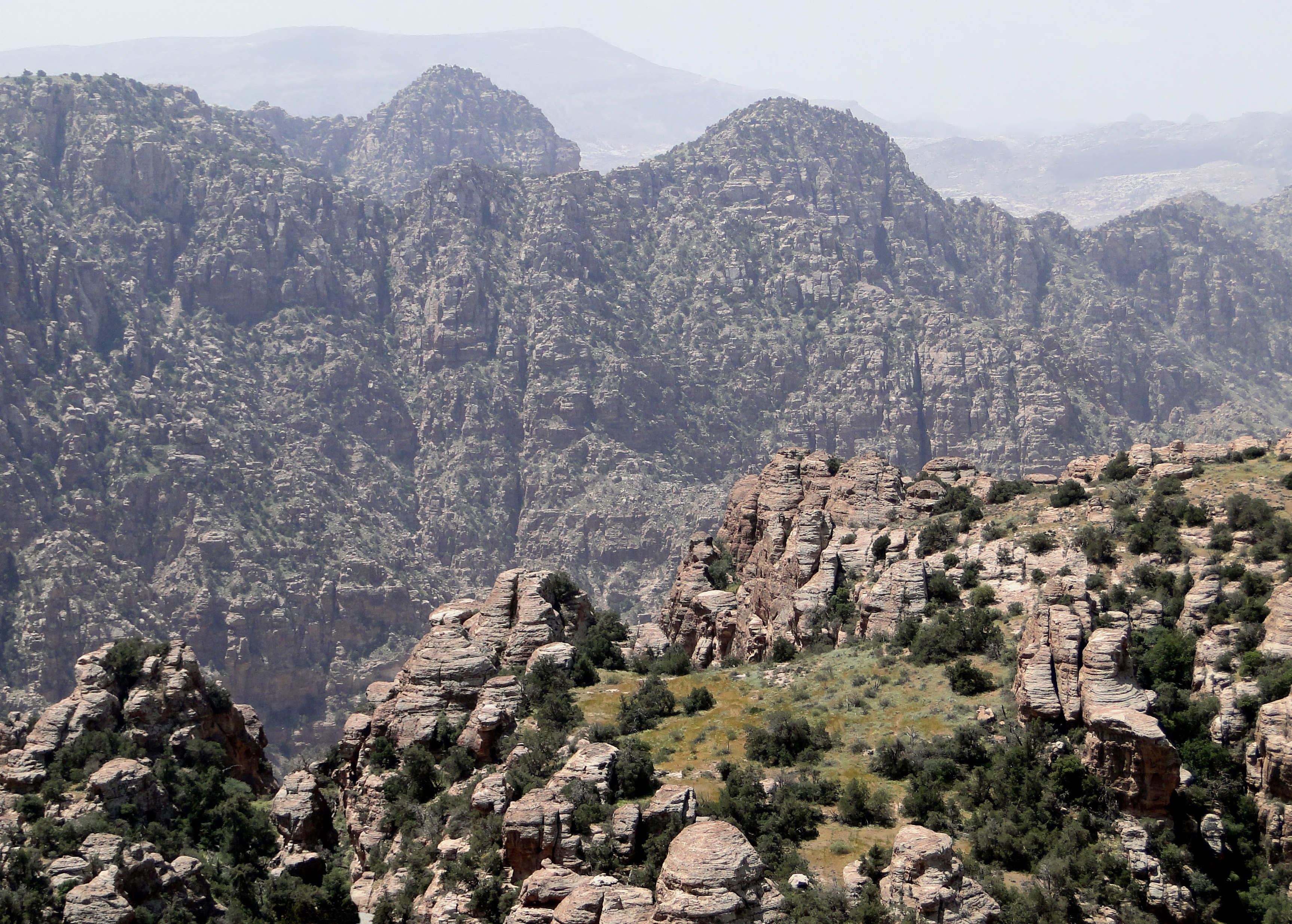
Cảnh quan tại khu dự trữ Dana

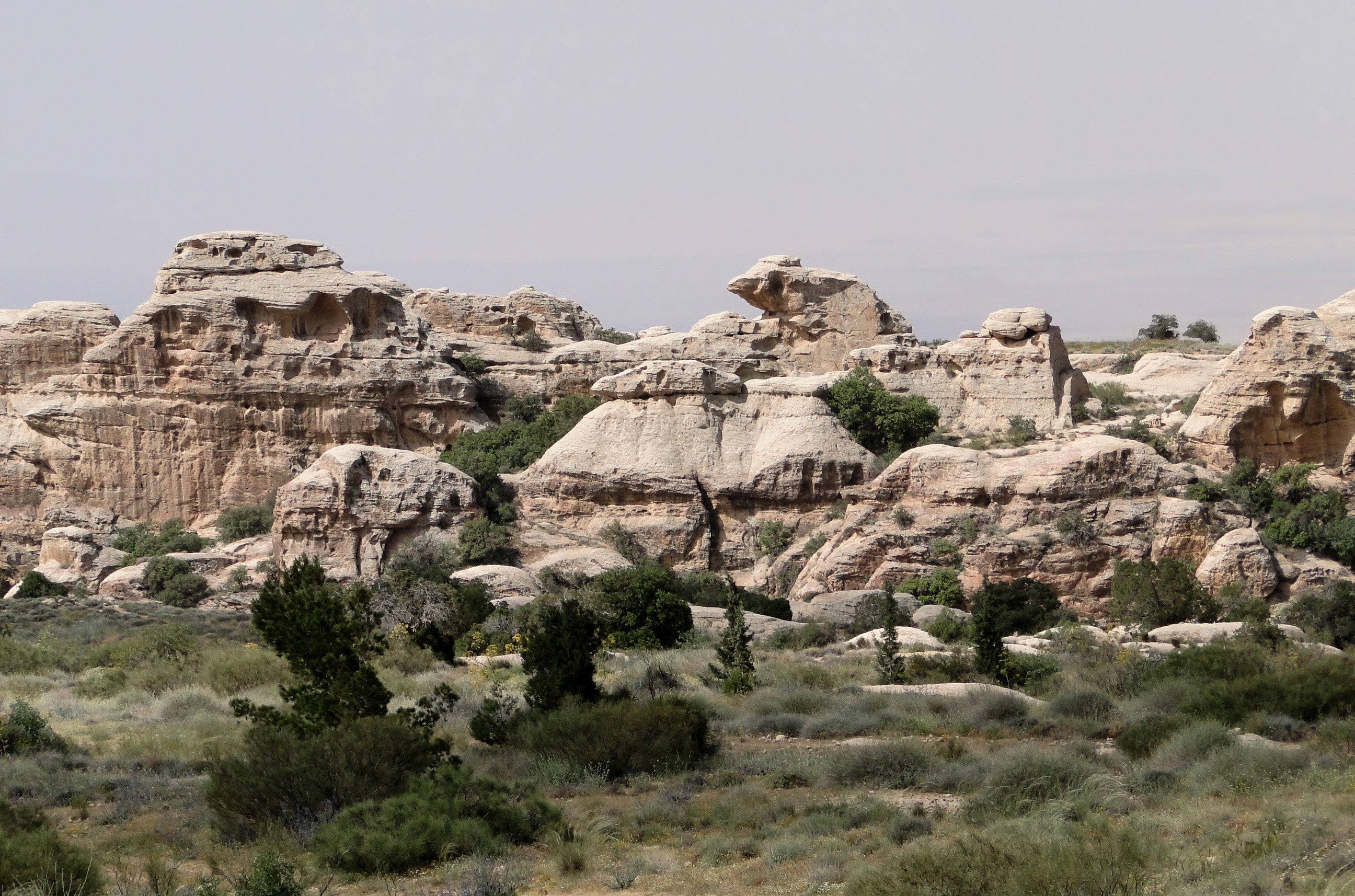
Cảnh quan tại khu dự trữ Dana

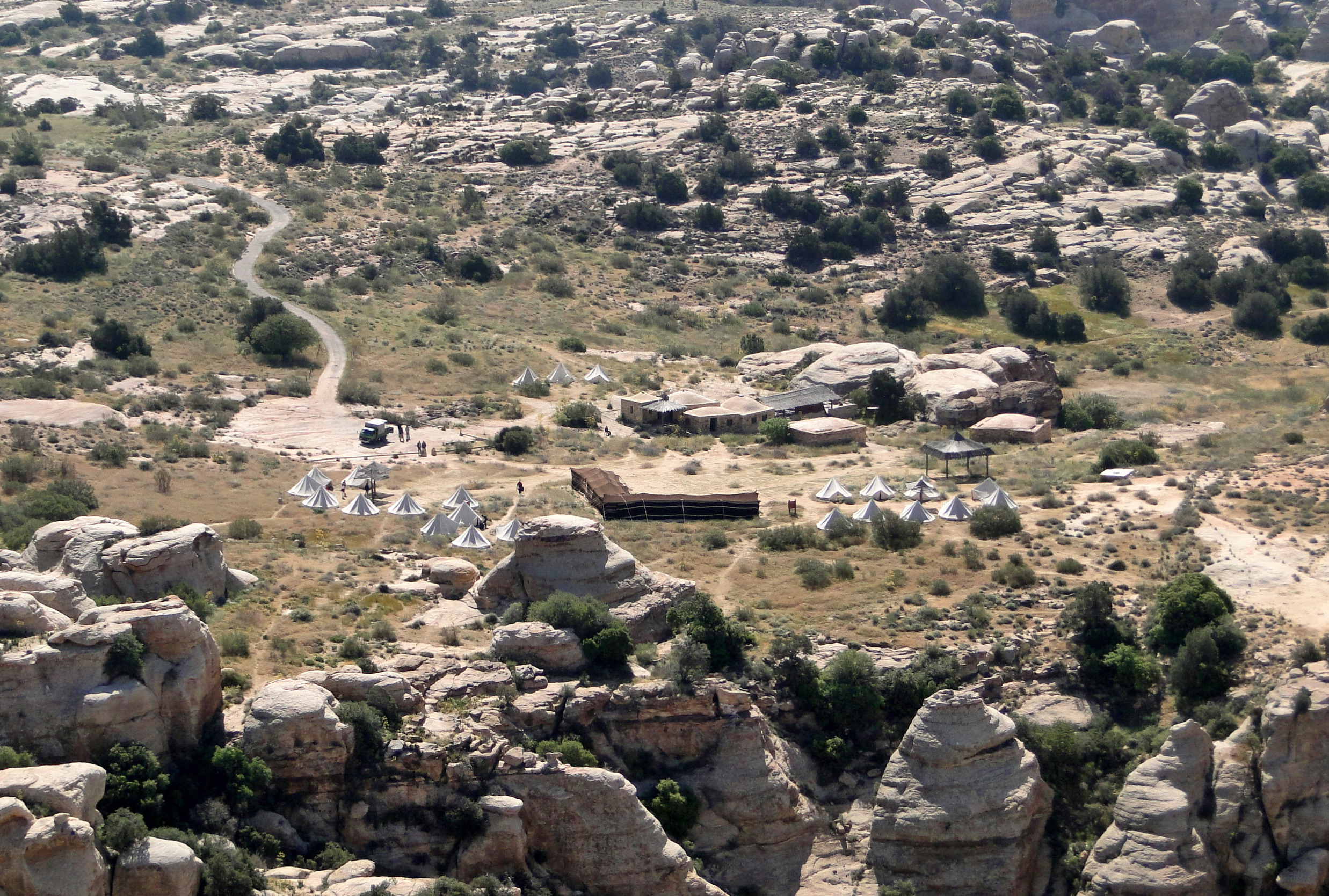
Khu cắm trại Rummana

Khu dự trữ sinh quyển Dana là khu bảo tồn thiên nhiên lớn nhất của Jordan, nằm ở phía nam thủ đô của Jordan khoảng 200 km (120 dặm), về phía đông Thung lũng Rift. Khu dự trữ sinh quyển Dana được thành lập năm 1989 tại khu vực trong và xung quanh làng Dana và Wadi Dana với diện tích 308 kilômét vuông (119 dặm vuông Anh).

## Sự hiện diện của con người
Người dân của bộ lạc Ata'ta (hoặc Al Atata) là cư dân bản địa tại đây. Lịch sử của họ ở Dana có niên đại 400 năm, nhưng khu định cư ban đầu của họ ở khu vực này có niên đại hơn 6000 năm. Bên cạnh sự hiện diện của người Ata'ta, các cuộc khám phá khảo cổ cho thấy có khu định cư của người Palaeolithic, Ai Cập, Nabataean và La Mã ở Dana.
Ngôi làng Dana nhỏ nằm trong khu bảo tồn đã gần như bị bỏ hoang hoàn toàn. Người dân trong làng di chuyển đến các thành phố để tìm kiếm việc làm, đi học,... Nhiều ngôi nhà của họ bắt đầu đổ nát, nhưng sau đó một nhóm phụ nữ ở Amman đã gây quỹ hỗ trợ, và nhờ vào nỗ lực của họ hơn 70 ngôi nhà bằng đá truyền thống của làng đã được khôi phục để người trong làng có thể tiếp tục sống ở đó.
Du khách đến Khu bảo tồn thiên nhiên Dana và làng Dana có thể trú ngụ tại khách sạn Dana Cooperative và một số nhà nghỉ khác.

## Địa lý
Khu dự trữ sinh quyển Dana có độ cao 1.500 mét (4.900 ft) từ cao nguyên Qadisiyah đến khu vực sa mạc thấp của Wadi Araba. Địa chất đa dạng của Dana chứa đá vôi, sa thạch và đá granit. Khu vực Wadi Dana có những vách đá sa thạch bị gió bào mòn.
Dana là khu bảo tồn thiên nhiên duy nhất ở Jordan bao gồm bốn khu vực địa lý-sinh học riêng biệt, bao gồm:
- Địa Trung Hải
- Irano-Turanian
- Saharo-Arabian
- Sudan

## Hệ thực vật và động vật
Môi trường đa dạng của Dana là nơi sinh sống của 833 loài thực vật, 216 loài chim và 38 loài động vật có vú.
Dana là khu vực có thảm thực vật đa dạng nhất trong cả nước, bao gồm nhiều loại thực vật bao gồm: cây bách xù Phoenician, cây sồi thường xanh, cồn cát, cây keo và cây sudanian đá. Dana là khu vực phía nam bảo tồn cây bách Địa Trung Hải, Cupressus sempervirens. Trong số hàng trăm loài thực vật sinh sống ở Dana, có ba loài không thể được tìm thấy ở bất kỳ nơi nào khác trên thế giới. Nhiều loài thực vật, đặc biệt là cây và cây bụi, mọc ở vùng cao nguyên của khu bảo tồn thiên nhiên.
Các loài động vật quý hiếm như mèo cát, dê núi Nubia, sói Syria,...

### Những loài có nguy có bị tuyệt chủng
Dê núi Nubia, Serinus syriacus, caracal và chim cắt lùn bị đe dọa bởi người bản địa của Wadi Dana và kế hoạch cứu các loài đã được Quỹ môi trường toàn cầu đưa ra vào năm 1994. Ngoài ra, khu vực sinh sản lớn nhất của Serinus syriacus nằm trong Khu bảo tồn thiên nhiên Dana.